# Pristiglottis macrantha
Pristiglottis macrantha là một loài thực vật có hoa trong họ Lan. Loài này được (Hook.f.) J.J.Wood & Seidenf. miêu tả khoa học đầu tiên năm 1992.